# Demokracja Bez Granic
Demokracja Bez Granic (ang. Democracy Without Borders, DWB) – międzynarodowa organizacja pozarządowa z siedzibą w Berlinie założona w 2003 r., która opowiada się za „demokratyzacją i wzmocnieniem Organizacji Narodów Zjednoczonych i innych organizacji międzynarodowych.” Organizacja wspiera „globalną demokrację i holistyczne podejście do promocji demokracji, które rozciąga się od szczebla lokalnego do globalnego, a jednocześnie obejmuje wymiary reprezentacji, uczestnictwa, obrad i współdecyzji”. Organizacja wywodzi się ze struktur, które stanowią teraz jej niemiecki oddział. Do marca 2017 istniała pod nazwą Komitet dla Demokratycznej ONZ (ang. Comittee for a Democratic UN) lub KDUN (niem. Komitee für eine demokratische UNO).

## Cele

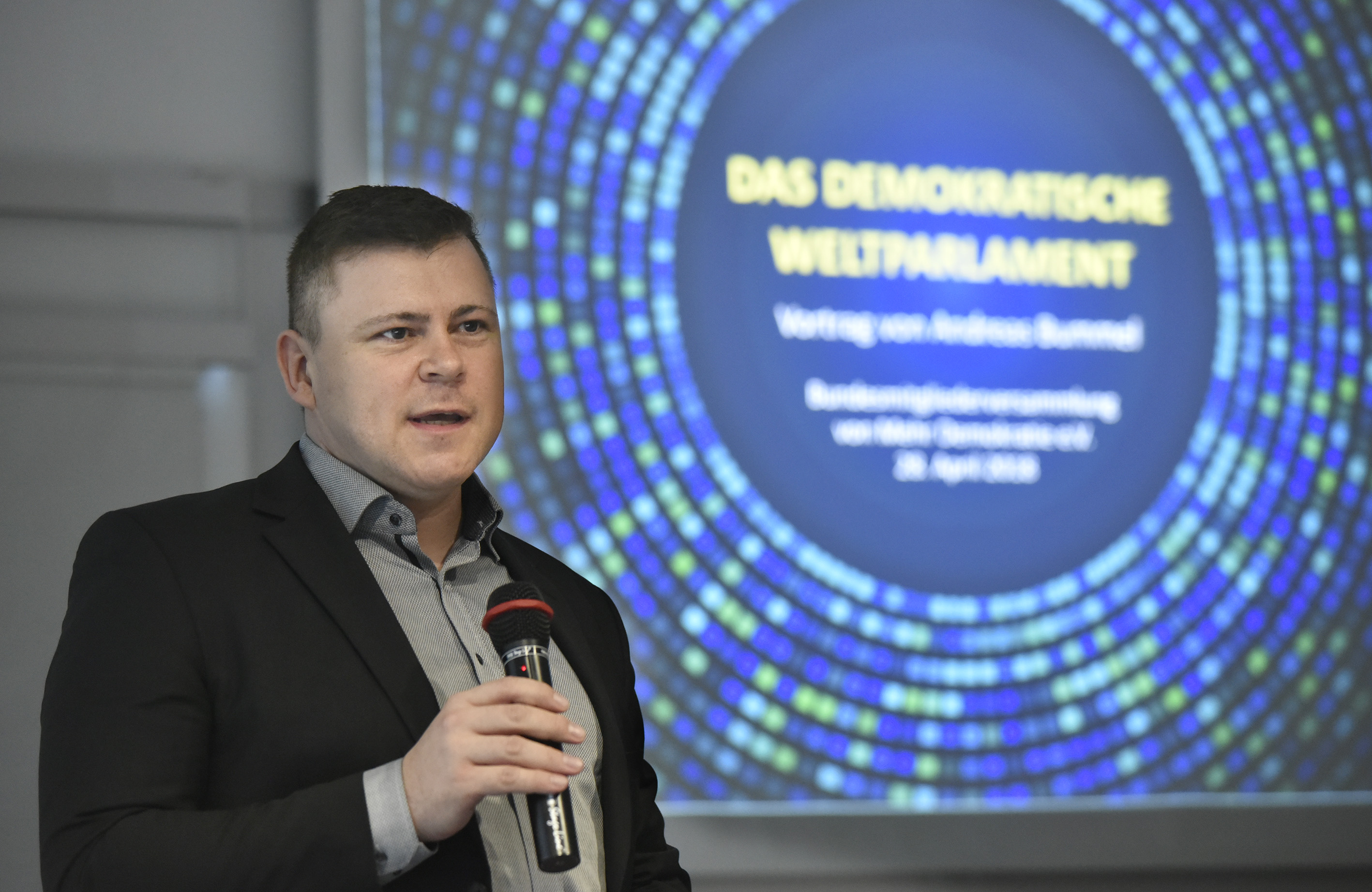
Andreas Bummel - dyrektor wykonawczy

Mandat DWB stanowi, że organizacja „dąży do demokratycznego porządku świata, w którym obywatele uczestniczą w kształtowaniu polityki służącej ich wspólnym długoterminowym interesom, ponad granicami państw”.
W szczególności opowiada się za utworzeniem Zgromadzenia Parlamentarnego Narodów Zjednoczonych (UNPA) poprzez „demokratyzację ONZ i organów międzyrządowych w celu umożliwienia im skutecznego i zgodnego z prawem radzenia sobie z kwestiami i zagrożeniami ponadnarodowymi”. Dąży do osiągnięcia tego celu poprzez stopniowe podejście, zaczynając od utworzenia UNPA jako organu w dużej mierze konsultacyjnego, a następnie powoli wzmacniając go w miarę wzrostu wsparcia publicznego.
DWB prowadzi także blog internetowy, w którym publikuje szereg artykułów dotyczących globalnego zarządzania i rozprzestrzeniania się demokracji.
Demokracja Bez Granic jest współzałożycielem i koordynatorem Kampanii Zgromadzenia Parlamentarnego Narodów Zjednoczonych; Zgromadzenie uzyskało poparcie ponad 1500 członków parlamentów z całego świata. W 2019 r. we współpracy z CIVICUS i Democracy International ogłoszono przygotowania do kampanii na Światowej Inicjatywy Obywatelskiej (ang. UN World Citizens’ Initiative).
Organizacja jest stowarzyszona ze Światowym Ruchem Federalistycznym.

## Oddziały krajowe
Oprócz niemieckiej organizacji z siedzibą w Berlinie, w lutym 2018 r. utworzono szwedzkie stowarzyszenie DWB, które koncentruje się na promocji UNPA w Szwecji. W grudniu tego samego roku ogłoszono utworzenie szwajcarskiego stowarzyszenia DWB. Oddział kenijski powstał w 2019 r.